# N-carbamoilputresceina amidasi
La N-carbamoilputresceina amidasi è un enzima numero EC 3.5.1.53 appartenente alla classe delle idrolasi, che catalizza la seguente reazione:
N-carbamoilputresceina + H2O ⇄ putresceina + CO2 + NH3